# 1896年アテネオリンピックのアメリカ合衆国選手団
1896年アテネオリンピックのアメリカ合衆国選手団（1896ねんアテネオリンピックのアメリカがっしゅうこくせんしゅだん）は、1896年4月6日から4月15日にかけてギリシャ王国の首都アテネで開催された1896年アテネオリンピックのアメリカ合衆国選手団、およびその競技結果。

## 概要
今大会は金メダル11個、銀メダル7個、銅メダル2個の合計20個のメダルを獲得した。

## メダル
| メダル | 選手名                 | 競技 | 種目                    |
| ------ | ---------------------- | ---- | ----------------------- |
| 金     | トーマス・バーク       | 陸上 | 男子100m                |
| 金     | トーマス・バーク       | 陸上 | 男子400m                |
| 金     | トーマス・カーティス   | 陸上 | 男子110mハードル        |
| 金     | エラリー・クラーク     | 陸上 | 男子走高跳              |
| 金     | ウェルス・ホイト       | 陸上 | 男子棒高跳              |
| 金     | エラリー・クラーク     | 陸上 | 男子走幅跳              |
| 金     | ジェームズ・コノリー   | 陸上 | 男子三段跳              |
| 金     | ロバート・ギャレット   | 陸上 | 男子砲丸投げ            |
| 金     | ロバート・ギャレット   | 陸上 | 男子円盤投げ            |
| 金     | ジョン・ペイン         | 射撃 | 男子25mアーミーピストル |
| 金     | サムナー・ペイン       | 射撃 | 男子フリーピストル      |
| 銀     | ハーバート・ジャミソン | 陸上 | 男子200m                |
| 銀     | アーサー・ブレイク     | 陸上 | 男子1500m               |
| 銀     | ジェームズ・コノリー   | 陸上 | 男子走高跳              |
| 銀     | ロバート・ギャレット   | 陸上 | 男子走高跳              |
| 銀     | アルバート・タイラー   | 陸上 | 男子棒高跳              |
| 銀     | ロバート・ギャレット   | 陸上 | 男子走幅跳              |
| 銀     | サムナー・ペイン       | 射撃 | 男子25mアーミーピストル |
| 銅     | トーマス・バーク       | 陸上 | 男子100m                |
| 銅     | ジェームズ・コノリー   | 陸上 | 男子走幅跳              |